# Cruzados SADP
Cruzados SADP (Cruzados Sociedad Anónima Deportiva Profesional) es una empresa creada para hacerse cargo de los intereses económicos y financieros de la rama de fútbol del Club Deportivo Universidad Católica, a través de una concesión renovable de 40 años. Su formación fue dada a conocer por el presidente del Club, Jorge O'Ryan, el 29 de septiembre de 2009. Como agente colocador fue designada la empresa IM Trust.

## Atribuciones de la concesión
Cruzados SADP abarca los activos del fútbol profesional y formativo de Universidad Católica, derechos comerciales, uso de marca y pases de jugadores. El vínculo con la institución cruzada incluye arriendo de instalaciones como el Complejo de Fútbol Raimundo Tupper Lyon y el Estadio San Carlos de Apoquindo.

## Proceso de apertura a la bolsa
Directorio transitorio
Tras su primera sesión con fecha 5 de octubre de 2009, el directorio de Cruzados SADP quedó constituido con Jorge O'Ryan como presidente, Luis Felipe Gazitúa en la vicepresidencia, Jaime Estévez, Fernando Echeverría, Andrés Ibáñez, Luis Larraín, Felipe Larraín, Alfredo Moreno, Juan Enrique Serrano, Guillermo Tagle y José Manuel Vélez como directores.

"Para competir en el actual entorno se requiere tomar decisiones de inversión que a veces escapan a nuestra misión", Jorge O'Ryan

Colocación en la bolsa
Del 60% de acciones que Cruzados SADP transaría en un principio la cifra aumentó a un 80%, según fue difundido por el vicepresidente Luis Felipe Gazitúa en una entrevista concedida al Diario El Mercurio el martes 20 de octubre de 2009. En dicha publicación se comunica que el universo accionario consta de cincuenta millones y cuarenta millones disponibles a la venta, de los cuales Cruzados SADP destina treinta millones de acciones a la primera emisión.
El road show
El 15 de noviembre de 2009 se dio a conocer que el día 24 de ese mes se realizaría una presentación a cargo de directivos de Universidad Católica con el fin de atraer inversionistas al proyecto de Cruzados SADP. Jorge O'Ryan destaca al club como el principal formador del fútbol chileno y por consecuencia una fuente viable de recursos.
Apertura del libro de órdenes
Con fecha 18 de noviembre de 2009 se dispuso la apertura del libro de órdenes con una inversión mínima de treinta mil pesos. Para tal efecto, Banco Estado, uno de los agentes colocadores junto a Banco Bice, recibió en sus instalaciones a hinchas de Universidad Católica e inversionistas en general que deseaban inscribirse, entre los cuales destacó la vicepresidenta del Banco Estado Jessica López. En esa oportunidad Jorge O'Ryan, presidente del directorio de Cruzados SADP, declaró que el club deseaba compartir esta iniciativa con la comunidad en general y que la marca de Católica prestigiaba a Chile. Finalmente el libro de órdenes fue cerrado el 3 de noviembre.
Apertura a la bolsa
El 4 de diciembre de 2009 Cruzados SADP sale a la Bolsa de Comercio de Santiago y transa un 80% de su patrimonio. El valor de la acción asciende a 310 pesos. La cantidad de acciones transadas corresponde a treinta millones de primera emisión y a diez millones adicionales. En total Cruzados SADP recauda veinticinco millones de dólares.

## Primera junta de accionistas y presidencia
La primera junta de accionistas de Cruzados SADP se produjo el 28 de abril de 2010 y fueron elegidos directores Carlos Williamson, Luis Felipe Gacitúa, Andrés Fazio, Jaime Estévez, Álex Harasic, Andrés Ibáñez, Juan Tagle, Luis Larraín, Víctor Pucci, Jaime Allende y Guillermo Agüero, además de aprobarse el balance 2009. El 3 de mayo de 2010, tras una reunión de directorio, Jaime Estévez fue nombrado Presidente de Cruzados SADP. Estévez Ocupó la presidencia de Cruzados SADP entre 2010 y 2014.
El 16 de abril de 2014 asumió como presidente Luis Larraín Arroyo, hasta su renuncia el 25 de julio de 2016, siendo sucedido por Juan Tagle en 2016. Tagle fue reelecto por votación unánime en abril de 2019 para que esté a cargo de la presidencia por un nuevo periodo de dos años. Tras el ingreso de nuevos accionistas en julio de 2022 Cruzados realizó una nueva junta extraordinaria de accionistas, en la cual se volvió a ratificar a Tagle como presidente.

### Aumentos de capital
En 2015, se realizó un aumento de capital para fines deportivos. En 2018, se inauguró un gimnasio para el fútbol en el Complejo de Fútbol Raimundo Tupper Lyon. El recinto abarcó los 504 m² y la inversión bordeó los 215 millones de pesos chilenos. En 2021, se anunció un aumento de capital para la remodelación del estadio San Carlos de Apoquindo. Tras el aumento del costo de la modernización del estadio, la sociedad tuvo que realizar dos aumentos de capital, uno en octubre de 2023 y otro a fines de 2024.

## Ámbito deportivo

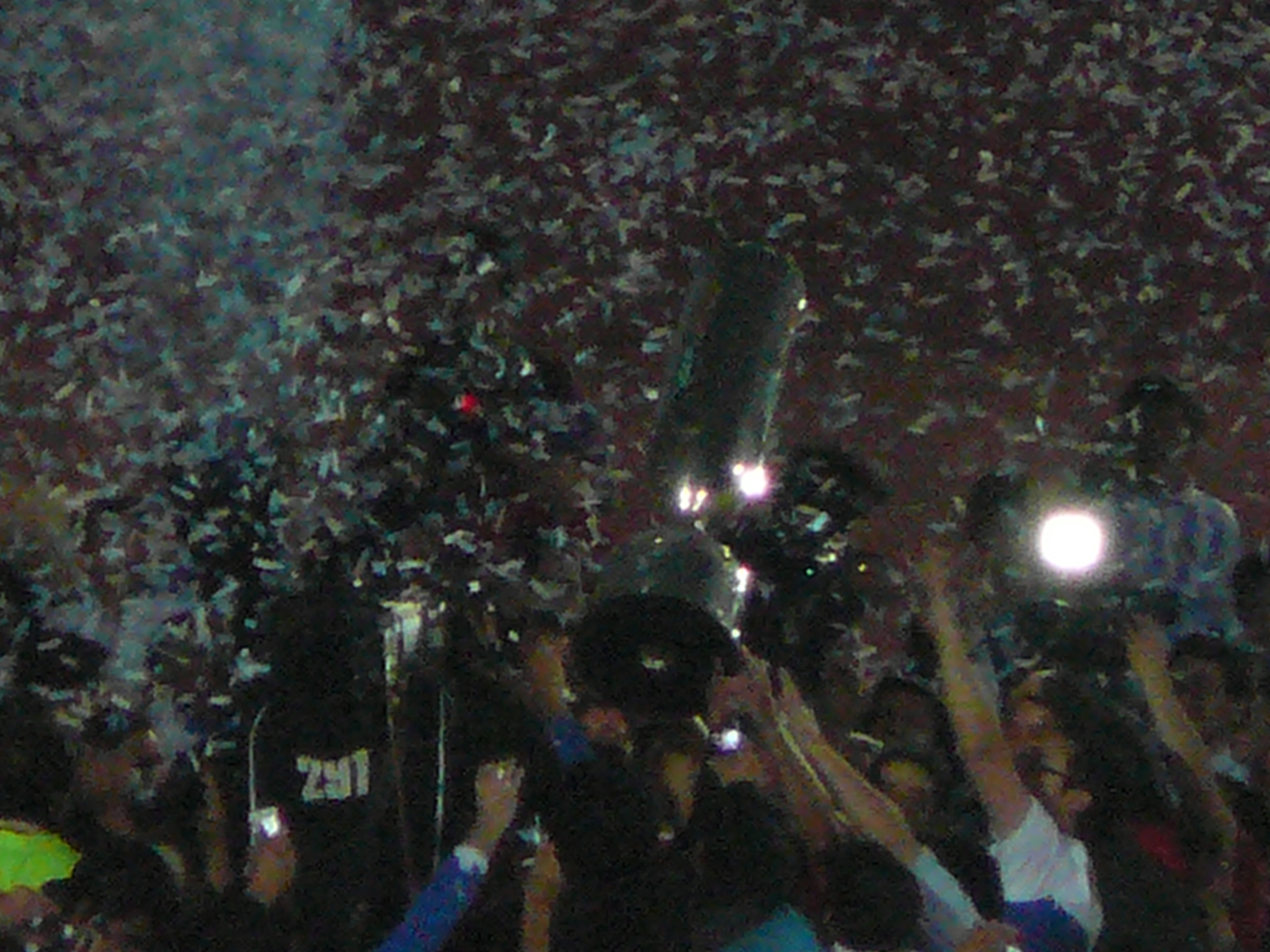
Universidad Católica fue campeón de Copa Chile 2011.

Bajo la administración de Cruzados SADP, Universidad Católica ha obtenido siete campeonatos en torneos oficiales de la Primera División de Chile : 2010, Clausura 2016, Apertura 2016, 2018, 2019, 2020 y 2021. En otros torneos locales ganó la Copa Chile 2011, sumado a cuatro Supercopas: 2016, 2019, 2020 y 2021, además de adjudicarse cuatro títulos en el Fútbol Joven correspondientes a las categorías Sub-13, Sub-15, Sub-17 y Sub-18.
En materia deportiva, tras la prohibición de ser locales con sus rivales clásicos, Universidad de Chile y Colo-Colo,la concesionaria el año 2011 consiguió ser Locales en San Carlos ante cualquier rival del fútbol chileno, tras reunienes con la intendencia y con las juntas de vecinos de la comuna.

## Presidentes
| Presidente    | Período   | Ocupación      |
| ------------- | --------- | -------------- |
| Jorge O'Ryan  | 2009–2010 | Basquetbolista |
| Jaime Estévez | 2010–2014 | Economista     |
| Luis Larraín  | 2014–2016 | Economista     |
| Juan Tagle    | 2016–Act. | Abogado        |